# 3月6日 (旧暦)
旧暦3月6日（きゅうれきさんがつむいか）は旧暦3月の6日目である。六曜は友引である。

## できごと
- 延暦22年（ユリウス暦803年4月1日） - 征夷大将軍・坂上田村麻呂に志波城の築城命令[要出典]
- 永仁5年（ユリウス暦1297年3月30日） - 鎌倉幕府が永仁の徳政令を発布
- 明治元年（グレゴリオ暦1868年3月29日） - 甲州勝沼の戦い。新選組の再組織隊・甲陽鎮撫隊が甲州勝沼で官軍に敗北

## 誕生日
- 慶安元年（グレゴリオ暦1648年4月28日） - 近衛基熙、公卿（+ 1722年）
- 享保4年（グレゴリオ暦1719年4月25日) - 井伊直陽、越後与板藩第2代藩主（+1732年）

## 忌日
- 嘉応2年（ユリウス暦1170年4月6日） - 源為朝、武将（* 1139年）（1177年とも）
- 宝永8年（グレゴリオ暦1711年4月23日） - 京極宮文仁親王、日本の皇族（* 1680年）